# Терминал (остров)
Эта статья — об острове. О фильме см. Остров Терминал (фильм).
Те́рминал (англ. Terminal Island) — остров в округе Лос-Анджелес (штат Калифорния, США). Административно разделён между городами Лос-Анджелес (район Сан-Педро) и Лонг-Бич.

## Описание
Остров Терминал имеет условную форму Г, он вытянут с запада на восток на 5,5 км, с севера на юг его ширина составляет от 1,2 до 4,5 км, площадь 11,56 км² (с конца 1920-х годов площадь острова искусственно увеличивается), население по переписи 2000 года — 1467 человек, около двух третей из которого — заключённые местной тюрьмы.
На острове находится тюрьма «Федеральное исправительное учреждение», работающая с 1938 года, в которой содержатся около тысячи заключённых.
У западного края острова находится порт Лос-Анджелеса, у восточного — порт Лонг-Бич. Обе эти организации являются основными владельцами острова, использующие его площади для хранения своих контейнеров. Помимо тюрьмы и складских терминалов на острове Терминал есть небольшие заводы по производству консервов, верфи и здания Береговой охраны.

### Мосты
Терминал соединён с материком четырьмя мостами:
- Мост Винсента Томаса. Тип — висячий мост, имеет длину 1847 метров, ширину 16 метров и высоту 111 метров. Открыт в 1963 году и ежесуточно пропускает через себя около 32 000 автомобилей. Построен в западной части острова.
- Мост Джеральда Десмонда[англ.]. Тип — чрезарочный[англ.], имеет длину 1565 метров, ширину 21 метр и высоту 76 метров. Открыт в 1968 году и ежесуточно пропускает через себя около 62 000 автомобилей. Построен в восточной части острова.
- Мост коммодора Шуйлера Ф. Хейма[англ.]. Тип — вертикально-подъёмный[англ.], имеет длину 210 метров, ширину 25 метров и высоту 72 метра. Открыт в 1948 году, закрыт в 2015 году. Построен в северной части острова.
- Мост Генри Форда[англ.]. Тип — вертикально-подъёмный, железнодорожный. Открыт в 1924 году, проходит параллельно мосту Хейма.

## История
Изначально, когда эта территория ещё принадлежала Испании, а потом — Мексике, этот остров назывался Раса-де-Буэна-Генте (исп. Isla Raza de Buena Gente). После аннексии Калифорнии США название было изменено на Рэтлснейк (англ. Rattlesnake Island, рус. Остров гремучей змеи). В 1891 году остров получил нынешнее название — Терминал.
В 1910 году компания Southern California Edison начала строительство на бесплодном пустынном грязном острове паровой станции для обеспечения энергией своей «системы Эдисона». С 1930 по 1958 год на острове функционировал завод Long Beach Assembly компании Ford. С 1943 года по 1997 год около половины острова принадлежала «Морской верфи Лонг-Бич».
До начала Второй мировой войны на острове проживали 3000—3500 американцев японского происхождения в поселении Фурусато. 9 февраля 1942 года, вскоре после нападения на Пёрл-Харбор (7 декабря 1941 года) все взрослые иссеи острова были заключены ФБР в тюрьму. Немедленно после подписания Чрезвычайного указа № 9066 (19 февраля 1942 года) всем оставшимся жителям острова японского происхождения было предписано покинуть свои дома в течение 48 часов. Вскоре все они были помещены в лагеря. Это стало первым массовым случаем интернирования японцев в США.
Во время войны на острове Терминал было развито строительство военных кораблей в промышленных масштабах, при этом отмечалось, что здесь из патриотических чувств трудилось удивительно большое количество афроамериканцев из Хьюстона, Нового Орлеана и других южных городов.
В 1946 году Говард Хьюз транспортировал своё детище — летающую деревянную лодку Hughes H-4 Hercules — с завода в Калвер-Сити на аэродром острова Терминал, чтобы оттуда совершить первый тест-полёт. Первый и единственный полёт «Геркулеса» состоялся 2 ноября 1947 года, ныне он находится в музее города Макминнвилл (штат Орегон).
На острове сохранилось много исторических зданий, в связи с чем он попал на 11-е место в списке «Самые угрожаемые исторические места», составленном в 2012 году Национальным фондом сохранения исторического наследия, и в середине 2013 года правительством Лос-Анджелеса был утверждён план по сохранению ряда исторических зданий острова.